# Locution (linguistique)
Pour les articles homonymes, voir locution.
En grammaire, en lexicologie et en phraséologie, une locution est un groupe de mots qui constitue une unité lexicale, ayant un sens unitaire et se comportant, du point de vue grammatical, comme un mot unique appartenant à une certaine partie du discours,,. En grammaire, les locutions font partie de la catégorie plus grande des périphrases et, en phraséologie, de celle des unités phraséologiques.

## Critères
Pour vérifier si un groupe de mots est une locution ou non, on peut lui appliquer plusieurs critères :
- La locution peut être remplacée par un seul mot (critère paradigmatique), ex. : Il voyage en chemin de fer / Il voyage en voiture.
- Elle ne respecte pas une règle de la construction des syntagmes (critère syntaxique), par exemple :
  - Le nom qui en fait partie n’a pas de déterminant : avoir lieu.
  - On n’accorde pas un autre terme de la phrase avec le nom de la locution : Quelque chose est arrivé.
  - Le verbe de la locution ne se soumet pas à la règle de la concordance des temps : Il rencontra une dame comme il faut.
  - Le gérondif qui en fait partie n’est pas construit selon la règle : à son corps défendant.
  - L’ordre des mots ordinaire n’y est pas respecté : sans coup férir.
- Son sens n’équivaut pas à l’addition des sens de ses constituants (ex. : bande dessinée) ou elle est synonyme d’un mot unique (critère sémantique) : en vain = vainement[1].
- Le locuteur moyen est incapable d’analyser ses composantes, ce qui peut avoir plusieurs raisons :
  - La locution contient un élément qui n’est plus utilisé dans la langue actuelle (un archaïsme) : d’ores et déjà.
  - Un mot de la locution représente l’altération d’un autre mot : il y a belle lurette (altération d’heurette).
  - Un nom propre de la locution n’est plus connu par le locuteur moyen : fier comme Artaban (personnage de Cléopâtre [1647], roman de La Calprenède).
- Elle contient un régionalisme non accepté par le standard de la langue en dehors de la locution : (ro) în zadar « en vain »[5].
- Elle contient une forme fléchie non acceptée par le standard en dehors de la locution : (ro) pe de lături « à côté » (la forme standard du nom est laturi « côtés »)[5].

Cependant, ces critères sont rarement tous réunis, ce qui différencie les locutions des mots composés, ceux-ci résultant d’un figement. En effet, beaucoup de locutions ne sont pas totalement figées, de plusieurs points de vue possibles :
- La locution peut subir un changement syntagmatique : fier comme Artaban / aussi fier qu’Artaban.
- L’un de ses éléments peut changer de forme (point de vue morphologique) : j’ai l’air / ils ont l’air, bon marché / meilleur marché.
- Ses composantes peuvent être analysables : avoir faim s’oppose à avoir soif, machine à laver à machine à coudre.

## Locutions appartenant aux diverses parties du discours
Dans certaines langues, comme le français, il y a des locutions appartenant à presque toutes les parties du discours. Seuls les numéraux et les articles n’apparaissent pas comme ayant des représentants locutions, par exemple dans Grevisse et Goosse 2007. Cependant, une grammaire du roumain comme Avram 1997, prend en compte des locutions numérales distributives : câte doi « deux par deux », câte trei « trois par trois », etc..
Il y a donc des locutions :
- nominales : chemin de fer, mise en jeu ;
- adjectivales : comme il faut ;
- pronominales : quelque chose ;
- adjectivales pronominales : n’importe quel ;
- verbales : avoir lieu, faire grâce ;
- adverbiales : à son corps défendant, en vain ;
- prépositionnelles : quant à, avant de ;
- conjonctives : bien que, avant que ;
- interjectives : Par exemple !.

Il y a parfois des parallélismes de structure entre locutions appartenant à des parties du discours différentes, par exemple (en roumain) :
- cu toate acestea « malgré cela » (locution adverbiale) – cu toate că « malgré que » (locution conjonctive) ;
- în jur « tout autour » (locution adverbiale) – în jurul « autour de » (locution prépositionnelle) ;
- înainte de (a) « avant de » (locution prépositionnelle) – înainte (ca) să « avant que » (locution conjonctive).

De tels parallélismes se créent parfois par dérivation : (ro) a aduce aminte « rappeler » → aducere aminte « rappel », a băga de seamă « remarquer, observer » → băgare de seamă « action de remarquer/observer, attention » et băgător de seamă « personne qui ne fait qu’observer, sans agir » (ironique).

## Sources bibliographiques
- (ro) Avram, Mioara, Gramatica pentru toți [« Grammaire pour tous »], Bucarest, Humanitas, 1997  (ISBN 973-28-0769-5)
- (ro) Constantinescu-Dobridor, Gheorghe, Dicționar de termeni lingvistici [« Dictionnaire de termes linguistiques »], Bucarest, Teora, 1998 ; en ligne : Dexonline (DTL) (consulté le 23 mai 2018)
- Dubois, Jean et al., Dictionnaire de linguistique, Paris, Larousse-Bordas/VUEF, 2002 (consulté le 5 avril 2023)
- Grevisse, Maurice, et Goosse, André, Le Bon Usage. Grammaire française, 14e édition, Bruxelles, De Boeck Université, 2007  (ISBN 978-2-8011-1404-9) (consulté le 5 avril 2023)